# Stéphane Udry

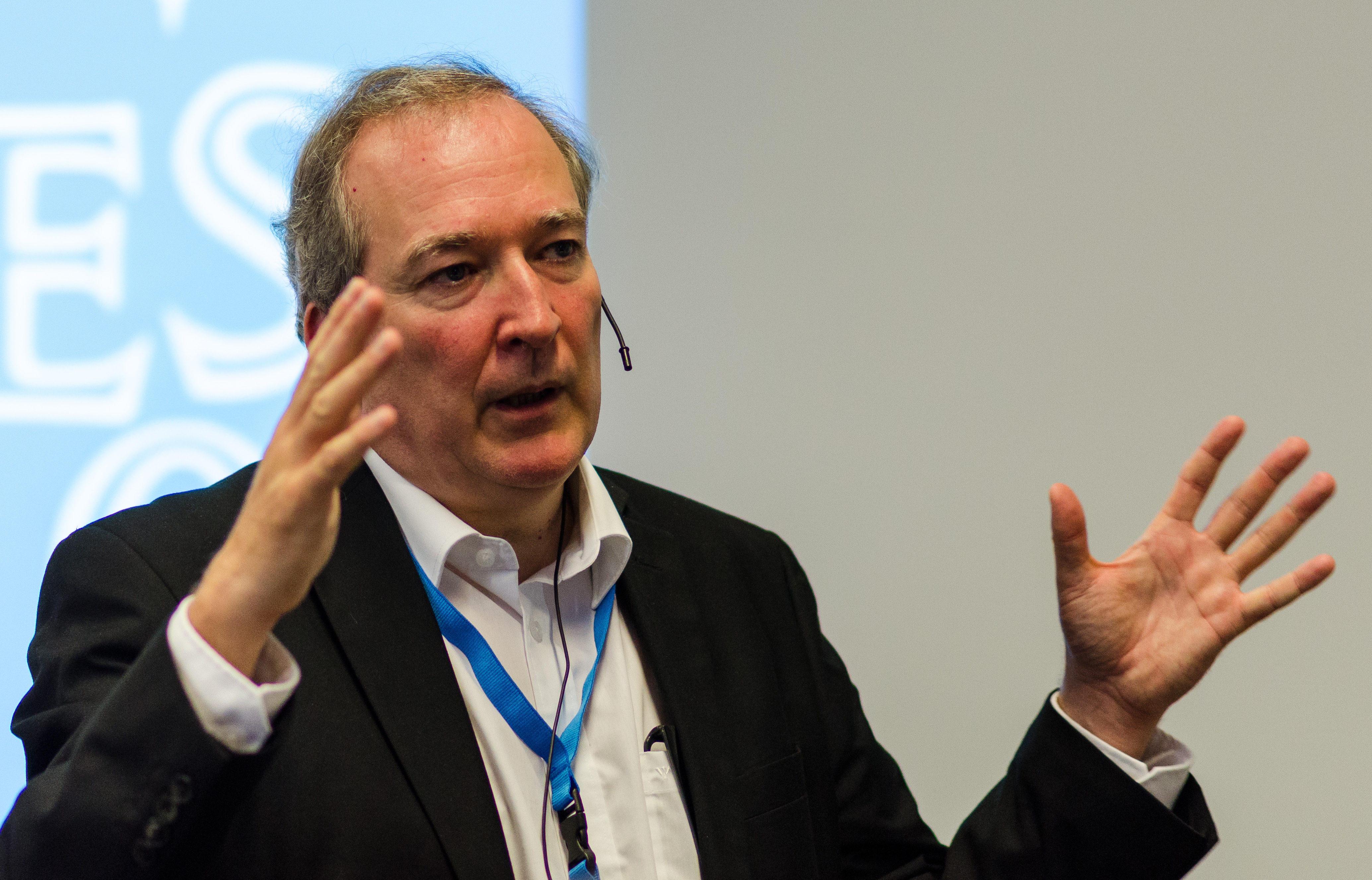
Stéphane Udry (2012)

Stéphane Udry (* 1961 in Sion) ist ein Schweizer Astronom. Er ist vor allem für seine Entdeckungen von Exoplaneten bekannt. Er war an der Entdeckung einer Vielzahl von Planeten beteiligt, darunter auch Gliese 581 c, der erste extrasolare Planet, auf dem möglicherweise flüssiges Wasser (und damit auch Leben) existieren könnte.

## Leben
Stéphane Udry hat seinen Doktortitel 1992 an der Universität Genf gemacht. Danach arbeitete er 2 Jahre an der Rutgers University in New Jersey (USA). Später kehrte er wieder nach Genf zurück und arbeitete als wissenschaftlicher Mitarbeiter im Team von Michel Mayor (dem Entdecker des ersten Exoplaneten, 51 Peg). 2007 wurde er zum Professor an der Fakultät für Naturwissenschaften der Universität Genf berufen.

## Arbeit
Zu Beginn seiner Karriere beschäftigte Udry sich mit der Dynamik von Galaxien. Sein Hauptarbeitsgebiet ist aber heute die Messung von Radialgeschwindigkeiten anderer Sterne, um so extrasolare Planeten zu finden. Stéphane Udry war bisher an der Entdeckung von über 100 Exoplaneten beteiligt. Darunter ist auch der Planet Gliese 581 c, der erste bisher entdeckte erdähnliche Planet, auf dem möglicherweise flüssiges Wasser existieren könnte.